# 藤沢和則
藤沢 和則（ふじさわ かずのり、1966年（昭和41年） - ）は、日本の実業家。ヨドバシカメラ社長。石井スポーツ社長。ゴールドポイントマーケティング社長。上智大学卒業。東京都出身。

## 経歴
東京都出身。ヨドバシカメラの創業者である藤沢昭和の長男として生まれた。上智大学卒業。大学時代はハンググライダー部に所属し、1988年（昭和63年）の第6回ハンググライディング世界選手権に日本代表として出場した経験もあり、個人で135位にランクインしていた。またNECネッツエスアイ社長の牛島祐之はハンググライダー部の部員仲間であった。
1992年（平成4年）にヨドバシカメラへ入社し、1997年（平成9年）に取締役に就任し、その後、同社の副社長や系列会社である石井スポーツとゴールドポイントマーケティングの社長を務め、ヨドバシカメラではネット通販部門の統括に尽力した。
2020年（令和2年）7月1日、ヨドバシカメラの社長に就任。